# Nationalstraße B4
Die Nationalstraße B4 ist eine Hauptverbindungsstraße zwischen den Städten Lüderitz und Keetmanshoop in Namibia.
Die Nationalstraße B4 ist die einzige Straßenverbindung Südnamibias mit dem Atlantik (Hafen Lüderitz) und führt unter anderem direkt durch das ehemalige Diamantensperrgebiet.

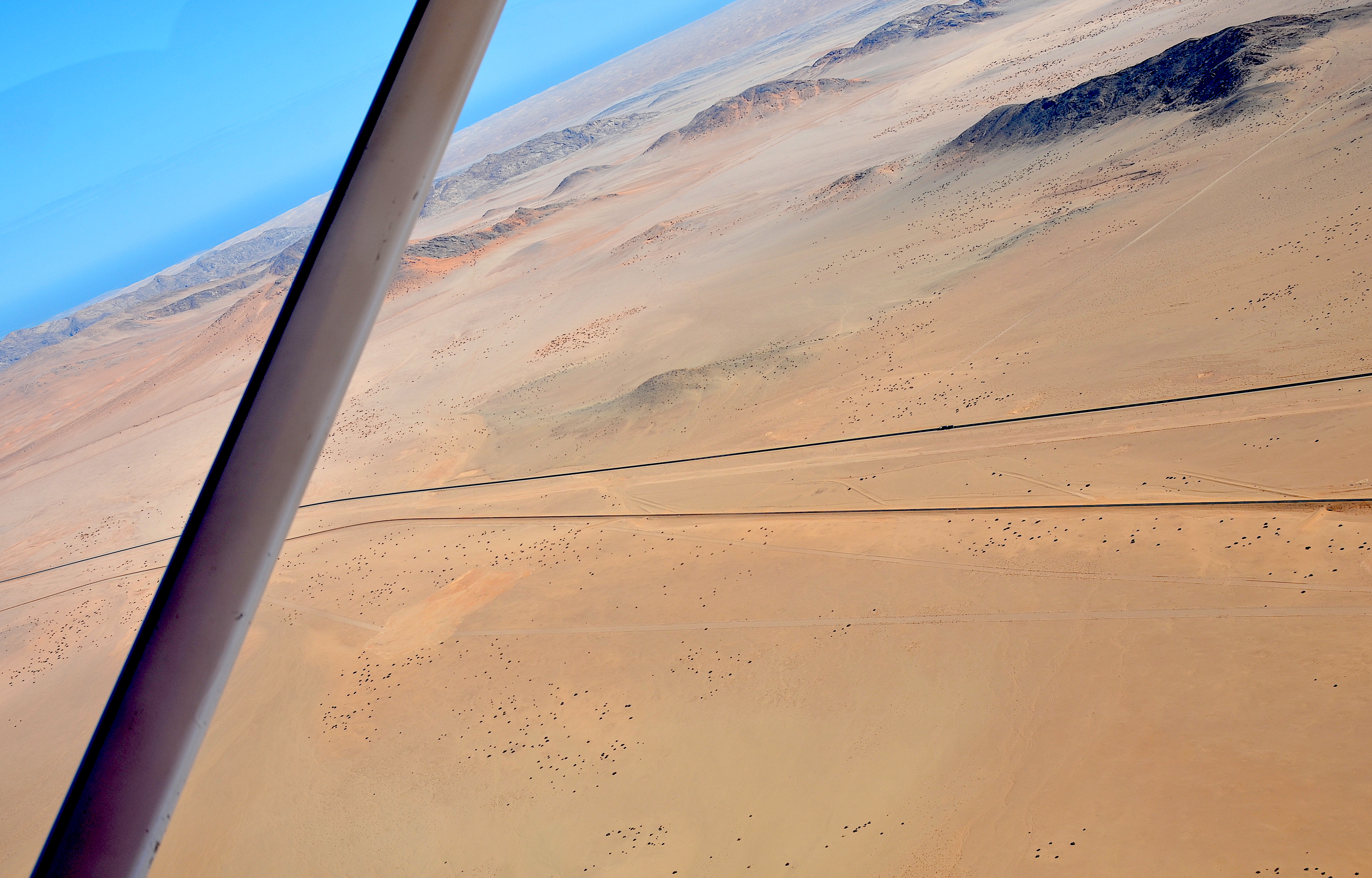
B4 zwischen Aus und Lüderitz, parallel dazu die Eisenbahn (2017)
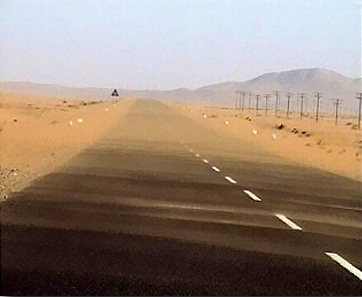
Im Diamantensperrgebiet